# 珍珠绣线菊
珍珠绣线菊（学名：Spiraea thunbergii）为蔷薇科绣线菊属下的一个种。
原产日本 本州。中国山东、陕西、辽宁等地均有栽培，日本也有分布。应花期很早，花朵密集如积雪，叶片薄细如鸟羽，秋季转变为桔红色，甚为美丽。可供观赏用。
别称：珍珠花、喷雪花、补氏绣线菊

## 扩展阅读
- 維基物種上的相關：珍珠绣线菊